# Carpathian Forest
Carpathian Forest er et norsk black metal-band dannet af Roger "Nattefrost" Rasmussen og Johnny Nordavind i 1990.
Bandets tekster omhandler temaer såsom satanisme, ondskab, anti-kristendom, sadisme og selvmord.

## Diskografi

### Demoer
- 1992: Bloodlust & Perversion
- 1993: Journey through the Cold Moors of Svarttjern

### Studiealbum
- 1995: Through Chasm, Caves and Titan Woods
- 1998: Black Shining Leather
- 2000: Strange Old Brew
- 2001: Morbid Fascination of Death
- 2003: Defending the Throne of Evil
- 2006: Fuck You All!!!!

### Opsamlingsalbum
- 1997: Bloodlust and Perversion
- 2002: We're Going to Hell for This
- 2004: We're Going to Hollywood for This – Live Perversions (videoudgivelse)
- 2004: Skjend Hans Lik

## Medlemmer
- "Hellcommander" Nattefrost (Roger Rasmussen) – Vokal, guitar, bas, produktion (1990-)
- Vrangsinn -Støttevokal, bas, guitar, keyboards, produktion og miksing (1999-)
- Tchort (Terje Vik Schei) – Fuitar, bas (1999-)
- Anders Kobro – Trommer (1999-)
- Blood Pervertor (Goran Boman) – Guitar (2003-)

- @ Hellfest 2013
- Nattefrost.
- Tchort & Blood Pervertor.
- Nattefrost, Vrangsinn & Tchort.
- Tchort.
- Vrangsinn.

### Tidligere medlemmer
- Johnny Nordavind – Vokal, guitar, bas, keyboard (1990-2000)